# Transformación de sucesiones
En matemáticas, una transformación de sucesiones es un operador que actúa en un espacio determinado de una sucesión. La transformación de sucesiones incluye mapeos lineales como por ejemplo la convolución con otra sucesión, así como la resumación de una sucesión. Son comúnmente usadas para la aceleración de serie, eso es, para el orden de convergencia de una sucesión o serie de convergencia lenta. La transformaciones de sucesiones también son comúnmente usadas para calcular numéricamente el antilímite de una serie divergente, y son usadas en conjunción con métodos de extrapolación.

## Descripción General
Ejemplos clásicos de transformación de sucesiones son la transformada binomial, la transformada de Möbius y la transformada de Stirling. 

## Definiciones
Para una secuencia dada
{\displaystyle S=\{s_{n}\}_{n\in \mathbb {N} },\,}
la sucesión transformada es
{\displaystyle \mathbf {T} (S)=S'=\{s'_{n}\}_{n\in \mathbb {N} },\,}
donde los miembros de la sucesión transformada son usualmente calculados desde algún número finito de miembros de la secuencia original, esto es:
{\displaystyle s_{n}'=T(s_{n},s_{n+1},\dots ,s_{n+k})}
para algunos {\displaystyle k}, la cual a menudo depende de {\displaystyle n} (véase por ejemplo la transformada binomial). En el caso más simple, el {\displaystyle s_{n}} y el {\displaystyle s'_{n}} son reales o complejos. Más generalmente, ellos pueden ser elementos del mismo espacio vectorial o álgebra.
En el contexto de aceleración de convergencia, se dice que la secuencia transformada  “converge más rápidamente” que la secuencia original si 
{\displaystyle \lim _{n\to \infty }{\frac {s'_{n}-\ell }{s_{n}-\ell }}=0}
donde {\displaystyle \ell } es el límite de {\displaystyle S}, asumido como convergente. En este caso, la aceleración de convergencia es obtenida. Si la secuencia original es divergente, la transformación de secuencia actúa como un método de extrapolación al antilímite {\displaystyle \ell }.
Si el mapeo {\displaystyle T} es lineal en cada uno de sus argumentos, v.g. para 
{\displaystyle s'_{n}=\sum _{m=0}^{k}c_{m}s_{n+m}}
para algunas constantes {\displaystyle c_{0},\dots ,c_{k}} (las cuales pueden depender de “n”), la transformación de secuencia {\displaystyle \mathbf {T} }  es llamada una “transformación de secuencia lineal.” La transformación de secuencia que no son lineales son llamadas transformaciones de secuencia no lineales. 
- Datos: Q21574076